# Théorème du collage
 (janvier 2017).

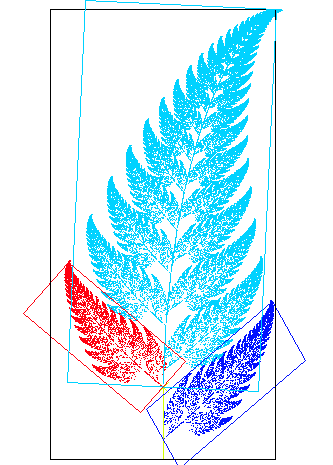
Fougère de Barnsley, construite à partir de copies d'elle-même

En mathématiques le théorème du collage établit l'existence d'une technique constructive d'approximation de tout ensemble compact de points dans l'espace euclidien (tel qu'une image) par l'attracteur d'un système de fonctions itérées, à tout degré de précision souhaité.
En d'autres mots, il affirme qu'il est possible de recouvrir toute forme compacte de l'espace par des copies d'elle-même. 
Ce théorème, utilisé en compression fractale, a été démontré en 1985 par Michael Barnsley.

## Le théorème
Soit X un espace métrique complet. Soit {\displaystyle {\mathcal {H}}(X)} l'ensemble des parties compactes non vides de {\displaystyle X}. On munit {\displaystyle {\mathcal {H}}(X)} d'une structure d'espace métrique complet avec {\displaystyle h}, la distance de Hausdorff sur {\displaystyle {\mathcal {H}}(X)},. Soit {\displaystyle L\in {\mathcal {H}}(X)} l'ensemble à approcher, et soit {\displaystyle \varepsilon >0}. Alors il existe une famille de contractions (IFS) {\displaystyle \{w_{1},w_{2},\dots ,w_{N}\}} sur {\displaystyle X}, avec rapport de contraction {\displaystyle s}, telle que :
{\displaystyle h\left(L,\bigcup _{n=1}^{N}w_{n}(L)\right)\leq \varepsilon }.
Et l'on a 
{\displaystyle h(L,A)\leq {\frac {\varepsilon }{1-s}},}
où {\displaystyle A} est l'attracteur du système de fonctions itérées.

## Remarques
- La dernière inégalité découle directement de l'inégalité

{\displaystyle h(L,A)\leq {\frac {h\left(L,\bigcup _{n=1}^{N}w_{n}(L)\right)}{1-s}}}
valable pour tout {\displaystyle L\in {\mathcal {H}}(X)} et tout IFS {\displaystyle \{w_{1},w_{2},\dots ,w_{N}\}} sur {\displaystyle X}, d'attracteur {\displaystyle A} et de rapport de contraction {\displaystyle s}.
- Le théorème du collage apparaît, mise à part l'existence de l'IFS[6] qui est liée à la précompacité de {\displaystyle L}, comme un cas particulier du théorème du point fixe de Banach.
- Son intérêt repose sur ses applications[7].
- Le livre[4] de Jean Dieudonné utilisé en référence dans l'énoncé du théorème possède un avant-propos de Gaston Julia, ce qui établit une filiation entre toutes les idées.

## Exemples

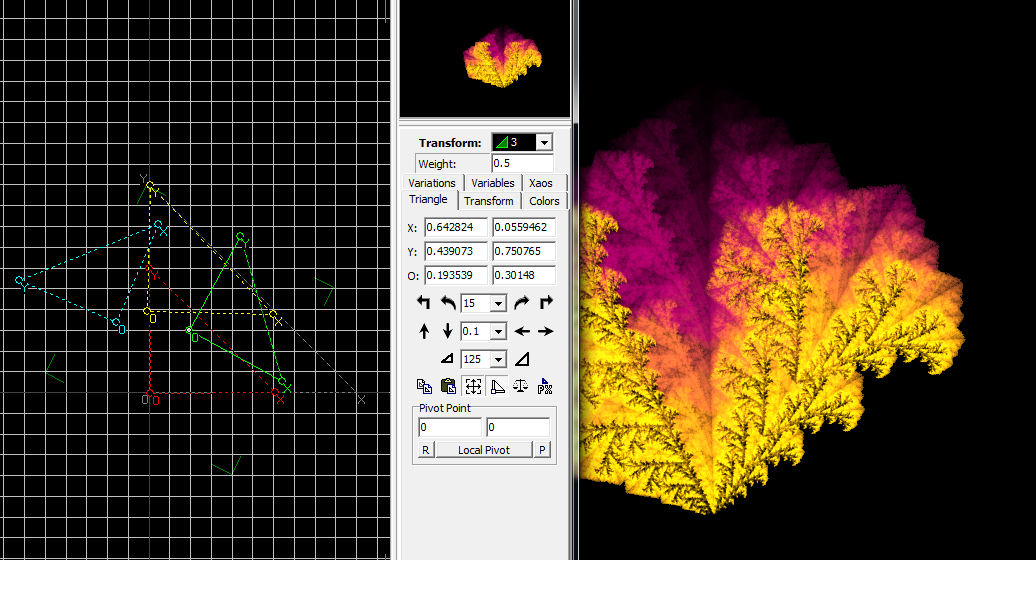
Collage inspiré par une feuille d'arbre et attracteur associé

L'exemple ci-contre, montre une famille de 4 contractions affines {\displaystyle \{w_{1},w_{2},w_{3},w_{4}\}} inspirées par une feuille d'arbre dont le contour est visible, et l'intérieur colorié. Ce dessin joue le rôle de {\displaystyle L}.  
L'exemple a été réalisé de sorte que  {\displaystyle h\left(L,\bigcup _{n=1}^{4}w_{n}(L)\right)}soit assez petite et que s soit de l'ordre de 0,5. C'est ainsi qu'est obtenu l'attracteur de droite. 
Cet exemple permet de comprendre ce que l'on appelle le problème inverse, qui est la recherche de méthodes automatiques pour obtenir un système de fonctions itérées qui approche une image donnée. Il s'agit du principe de construction d'un arbre fractal, ou d'un nuage fractal, qui est une variation du rectangle.
Ces quelques objets, parfaitement définis mathématiquement, donnent une petite idée des motivations qui ont pu animer depuis les années 1980 des mathématiciens.